# (357439) 2004 BL86
(357439) 2004 BL86 — навколоземний астероїд, що був відкритий 30 січня 2004 року. Діаметр астероїда оцінюється у 325 м. 26 січня 2015 року він пройшов на відстані 1,2 млн км (745 400 миль) або 3,1 місячні відстані від Землі.

## Супутник
Під час проходу було виявлено, що у астероїда є супутник. Супутник був виявлений завдяки радіотелескопу Deep Space Network, що має в своєму арсеналі гігантську 70-ти метрову антену. Цей супутник є діаметром близько 70 м та обертається на відстані 500 м від 2004 BL86. Наявність супутника саме по собі є великою рідкістю для небесних тіл подібного розміру, зважаючи на їх слабку силу тяжіння. У теорії тільки у 5-15 % астероїдів розміром понад 200 метрів є природні супутники. На практиці 2004 BL86 став першим астероїдом, чий супутник вдалося закарбувати на фото.